# Camille Niogret
Pour les articles homonymes, voir Niogret.
Camille Niogret, né le 12 septembre 1910 au Pont-de-Beauvoisin et mort le 19 janvier 2009 à Bourg-en-Bresse, est un peintre français.

## Biographie
Originaire du Pont-de-Beauvoisin en Isère, Camille Niogret fait ses études à Saint-Marcellin avant d'intégrer l'école des beaux-arts de Lyon, où il sera diplômé en 1928. Il poursuit ensuite sa formation à l’école supérieure de peinture de Bruxelles et y obtient une médaille d'or.
De retour à Lyon, il est dessinandier pour les canuts. Il rejoint le groupe Témoignage autour de Marcel Michaud avec d'autres figures de la peinture de l’époque comme René-Maria Burlet, Jean Le Moal ou Louis Thomas.
Après-guerre, il enseigne l'art à l'école Ozanam, à l’école La Mache puis à la Société d'enseignement professionnel du Rhône. En 1953, il devient président du salon Regain, auquel il restera fidèle toute sa vie.
Il fonde ensuite le « Groupe d'art monumental » pour soutenir le renouveau artistique dans les bâtiments (sculpture, vitraux, mosaïques...). À la fin de sa carrière, il s'associe à René-Maria Burlet pour réaliser le vitrail décorant la station Place Guichard - Bourse du Travail du métro lyonnais.
Il se retire à Treffort, dans l'Ain avec sa femme Marie Bertone (1909-2000). Il meurt à Bourg-en-Bresse, le 19 janvier 2009.